# Adventor elongatus
Adventor elongatus är en fiskart som först beskrevs av Gilbert Percy Whitley 1952.  Adventor elongatus ingår i släktet Adventor och familjen Aploactinidae. Inga underarter finns listade i Catalogue of Life.